# Las aventuras del capitán Alatriste

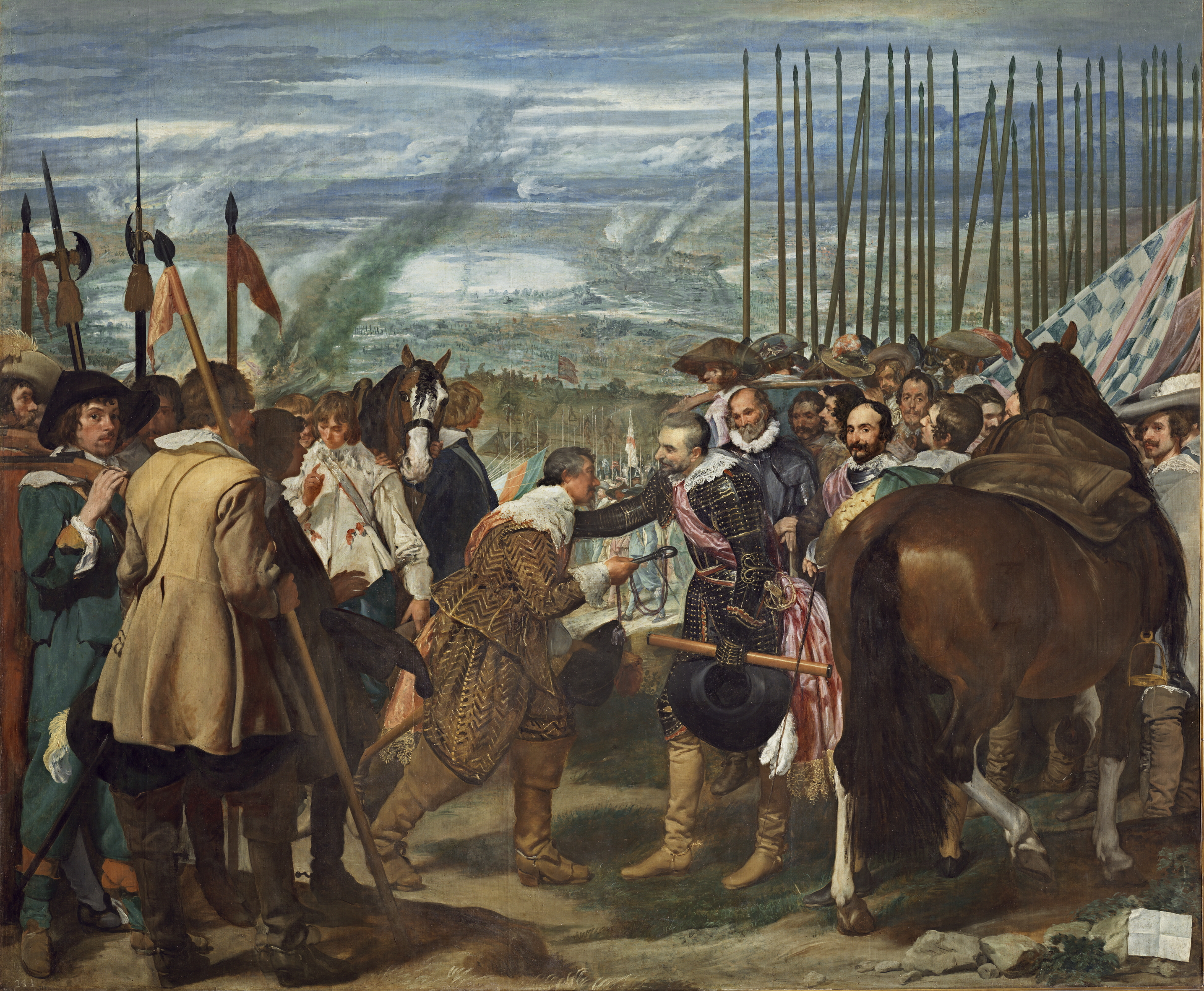
La rendición de Breda (1634-1635). Para pintarlo Velázquez se inspiró del relato de Ambrosio Spinola, aunque según El sol de Breda fue Íñigo Balboa quien le facilitó la descripción, después de haber presenciado la batalla de la toma de la ciudad. De acuerdo con la novela, Alatriste se encontraba originalmente en el grupo de la derecha, detrás del caballo bajo el arcabuz horizontal, siendo pues el soldado que aparece de perfil.

Las aventuras del capitán Alatriste es una colección de Literatura infantil y juvenil (LIJ) de género de novela de capa y espada creada por el autor español Arturo Pérez-Reverte junto a su hija Carlota Pérez-Reverte Mañas y continuada después por este en solitario a partir de la segunda entrega.
Actualmente son siete novelas editadas desde 1996 y se basan en las aventuras de Diego Alatriste y Tenorio, un soldado veterano de los tercios de Flandes  que malvive en el Madrid del siglo XVII alquilando su espada a todo aquel que la necesite. En 2011 se publicó el séptimo libro, último hasta el momento, titulado El puente de los asesinos.
Los libros que componen la colección son los siguientes:
1. El capitán Alatriste (1996). Ilustrado por Carlos Puerta.
2. Limpieza de sangre (1997). Ilustrado por Carlos Puerta.
3. El sol de Breda (1998). Ilustrado por Carlos Puerta.
4. El oro del rey (2000). Ilustrado por Carlos Puerta y Joan Mundet.
5. El caballero del jubón amarillo (2003). Ilustrado por Joan Mundet.
6. Corsarios de Levante (2006). Ilustrado por Joan Mundet.
7. El puente de los asesinos (2011). Ilustrado por Joan Mundet.

Se prevé la publicación de dos libros más:
- Misión en París (en venta el 3 de septiembre de 2025).
- La venganza de Alquézar

En 2001 comenzó a publicarse la colección en una edición escolar de la que se han editado los seis primeros libros con nuevas ilustraciones, prólogos de docentes, guías de lectura y mapas históricos. En 2009 se publicó una edición definitiva de El capitán Alatriste, revisada por el autor y con introducción y notas de Alberto Montaner Frutos.

## Personajes principales

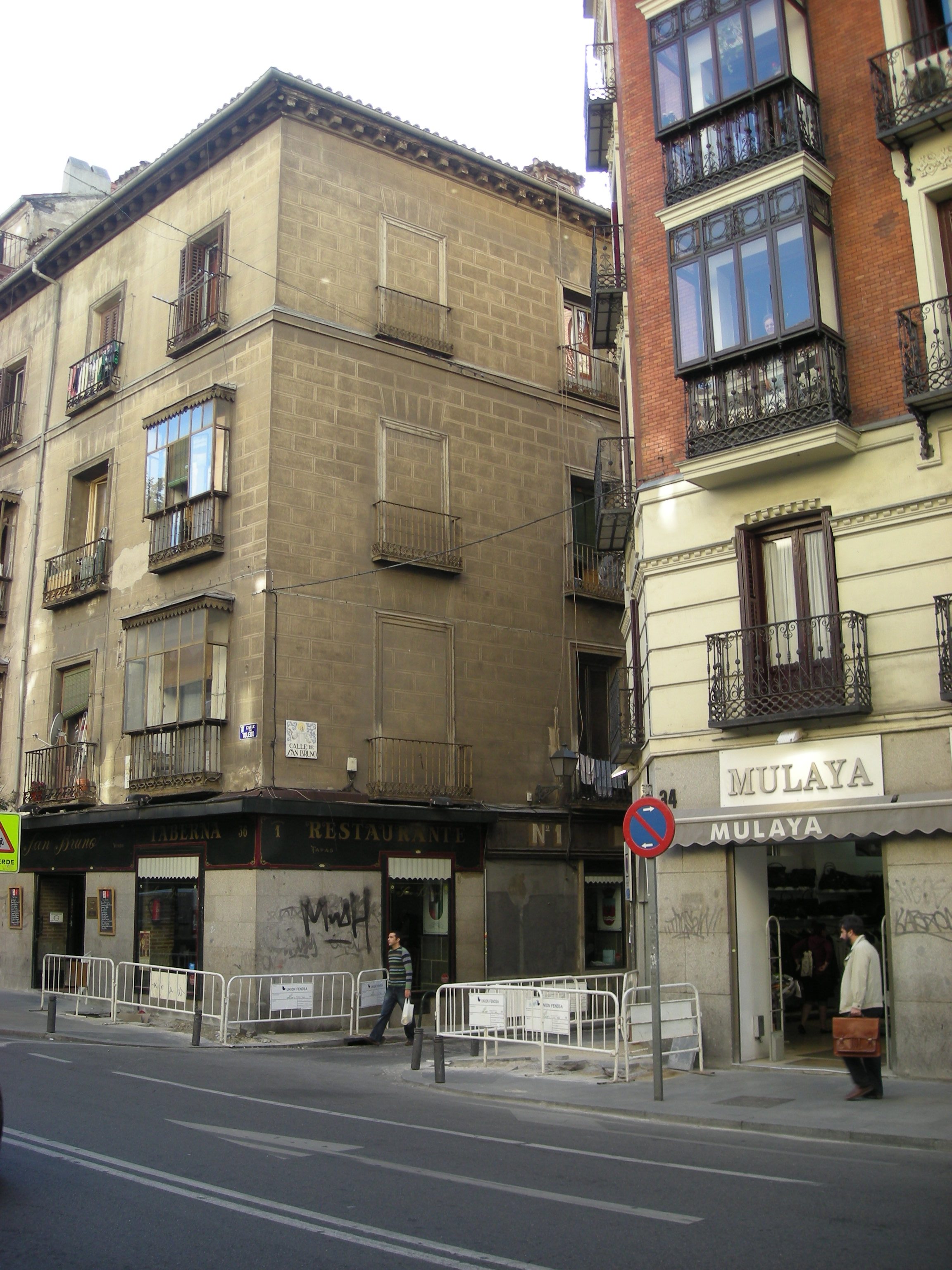
Lugar donde según las novelas de Las aventuras del capitán Alatriste estaría situada la Taberna del Turco, en la esquina de las calles Arcabuz (actual calle San Bruno) y Toledo; Madrid.

- Diego Alatriste y Tenorio, o simplemente capitán Alatriste (León, 1582-19 de mayo de 1643, Rocroi), soldado desde los 13 años, malvive en Madrid como espadachín a sueldo ejecutando diversos encargos basados principalmente en choques de espada. Fue soldado del Tercio Viejo de Cartagena y luchó en los Países Bajos. En esta campaña se ganó el sobrenombre de capitán. Después de pedir su baja como soldado en el tercio de Cartagena se dirige a Nápoles y se enrola en el tercio de allí, luchando contra turcos y venecianos. En esta época conoce a Álvaro de la Marca y le salva la vida. Goza de buena reputación y se establece en el lugar, pero tiene que huir después de tener un problema con la mujer con la que vive. Escapa a Sevilla y a Madrid, donde se inicia en el oficio de espadachín a sueldo. Se vuelve a enrolar en el tercio viejo de Cartagena, y regresa a pelear en los Países Bajos. Por su actuación obtiene el grado de sargento, que pierde luego por batirse a duelo con un oficial. En Flandes muere su amigo Lope Balboa, quien le pide que se encargue de criar a su hijo. Después de la derrota y aniquilación del tercio viejo de Cartagena, Alatriste regresa a España, se instala en Madrid y recibe a Íñigo Balboa como paje.

- Íñigo Balboa y Aguirre (Oñate, 2 de abril de 1610-Madrid, ?) hijo del soldado español Lope Balboa (c.1575–1621), quien murió en las guerras de Flandes y fue compañero del capitán Alatriste. A la muerte de su padre, se dirigió a Madrid y fue aceptado como paje. Es el narrador de los hechos que se cuentan en la colección.

- Sebastián F. Copons (Cillas de Ansó, (Huesca), 1580-19 de mayo de 1643, ¿Rocroi?), soldado aragonés, camarada del capitán Alatriste desde que se conocieron en 1598 sirviendo en el tercio viejo de Cartagena. Con este tercio participan en las guerras de Flandes (batalla de Nieuport en 1600, sitio de Ostende de 1601 a 1604) y en las batallas posteriores a la Tregua de los Doce Años.

- Francisco de Quevedo (1580-1645) es el afamado poeta español y representante del Siglo de Oro de la literatura española. Amigo entrañable del capitán Alatriste, así como enemigo a muerte del también poeta Luis de Góngora. Es autor de varios versos populares y se le atribuyen muchos otros sobre temas polémicos. Diestro en el manejo de la espada a pesar de la ligera cojera que le aqueja. Al inicio de la historia no gozaba del favor de la Corte, aunque buscaba lograrlo.

- Álvaro de la Marca, conde de Guadalmedina. Noble, miembro de la Corte de Felipe IV, poeta y grande de España. Luchó en Nápoles, donde conoció y tuvo en favor al capitán Alatriste, quien en una oportunidad le salvó la vida. Al momento de la historia goza de la predilección del rey y del conde-duque de Olivares, privado del rey.

- Gualterio Malatesta. Espadachín italiano, nacido en Palermo (Sicilia). Prototipo de sicario, gozaba de gran habilidad con la espada. Tenía el rostro severamente marcado por la viruela y vestía siempre de negro. A raíz de la historia de los dos ingleses se convierte en el enemigo mortal del capitán Alatriste.

- Luis de Alquézar. Secretario real y alineado con fray Emilio Bocanegra. Personaje de intrigas palaciegas y oscuros asuntos. A raíz del asunto de los ingleses se convierte en encarnizado enemigo del capitán.

- Angélica de Alquézar. Sobrina del secretario real Luis de Alquézar, de singular belleza en sus ojos azules y cabellos rubios, fue menina de la reina y llegó a mantener un tórrido romance con Íñigo Balboa, que duró hasta la temprana muerte de la muchacha.

- Conde de Olivares (1587-1645). Valido del rey, jefe de la política de gobierno de Felipe IV (años después conseguirá el título de duque, y así el de conde-duque, por el que será más conocido).

- Martín Saldaña. Antiguo soldado y camarada de Alatriste, que tras las guerras de Italia se retiró a teniente de alguaciles (la policía de la época) en Madrid.

- Caridad la Lebrijana es la regenta de la Taberna del Turco, lugar de reunión del capitán Alatriste y sus amigos. Asimismo, permite que éste viva en un cuarto en la trastienda. Vive enamorada de él, aunque su participación en la historia no es activa.

- Fray Emilio Bocanegra. Fraile dominico, presidente del Tribunal del Santo Oficio de la Inquisición, es opuesto a la política del Conde de Olivares, a quien acusa de relaciones comerciales y amistad con banqueros judíos portugueses. A raíz de esta historia se convierte en encarnizado enemigo de Alatriste.

- Ambrosio de Spínola (1569–1630). General genovés al servicio de la Corona Española, y gobernador de Milán.

- María de Castro. Famosa actriz española de teatro, intérprete favorita de Lope para estrenar sus obras.

- Félix Lope de Vega y Carpio (1562–1635). Príncipe de las letras españolas, Fénix de los Ingenios.

## Adaptaciones a otros medios

### Juegos de rol
En 2002 la editorial barcelonesa Devir Iberia publicó el Juego de rol del capitán Alatriste, creado por el historiador, novelista y diseñador de juegos Ricard Ibáñez. La misma editorial ha publicado dos suplementos para este juego de rol: Juego de damas (abril de 2003) y Maestros de esgrima (marzo de 2004), ambos también firmados por Ricard Ibáñez.

### Cómics
1. El capitán Alatriste (2005). Guion de Carlos Giménez e ilustrado por Joan Mundet, quien ya había ilustrado el juego de rol en 2002.
2. Limpieza de sangre (2008). Guion de Carlos Giménez e ilustrado por Joan Mundet.

### Cine
En septiembre de 2006 se estrenó la película Alatriste, dirigida por Agustín Díaz Yanes y protagonizada por Viggo Mortensen, basada en las aventuras del capitán.

### Televisión
En enero de 2015 se estrenó en Telecinco la serie Las aventuras del capitán Alatriste protagonizada por Aitor Luna.
En la serie El Ministerio del Tiempo, Alonso de Entrerríos es comparado con Diego Alatriste, en el primer capítulo. Luego adopta ese nombre como seudónimo.

### Música
El grupo musical español Mägo de Oz dedicó la canción La cruz de Santiago del álbum Finisterra (2000) a esta serie de novelas y a su autor, Arturo Pérez-Reverte. Años más tarde, Txus (batería de Mägo de Oz), compuso otro tema con el título No queda sino batirnos, frase ya publicada en la novela. 
El grupo musical español Anima Adversa incluyó en su disco El Sueño de los Justos la canción Alatriste dedicada a las aventuras vividas por el protagonista de la novela.